# شاين سيمز
شاين سيمز (بالإنجليزية: Shane Sims)‏ هو لاعب هوكي الجليد أمريكي، ولد في 30 أبريل 1988 في East Amherst, New York ‏ في الولايات المتحدة.

## وصلات خارجية
- شاين سيمز على موقع دوري الهوكي الوطني (الإنجليزية)
- شاين سيمز على موقع EliteProspects.com (الإنجليزية)
- شاين سيمز على موقع HockeyDB.com (الإنجليزية)
- شاين سيمز على موقع Hockey-Reference.com (الإنجليزية)